# Cardiochiles javanus
Cardiochiles javanus är en stekelart som beskrevs av Günther Enderlein 1906. Cardiochiles javanus ingår i släktet Cardiochiles och familjen bracksteklar. Inga underarter finns listade.